# Amarena (singolo)
Amarena è un singolo del cantautore italiano Frah Quintale, pubblicato il 3 luglio 2020 come terzo estratto dal secondo album in studio Banzai (lato blu).

## Video musicale
Il videoclip del brano, diretto da Martina Pastori, è stato pubblicato il 26 giugno 2020 sul canale YouTube di Undamento.

## Tracce
1. Amarena – 3:34

## Classifiche
| Classifica (2020) | Posizione massima |
| ----------------- | ----------------- |
| Italia            | 67                |